# Karl von Cnobloch
Freiherr Karl von Cnobloch, auch Carl von Cnobloch, (* 6. Mai 1829 in Dresden; † 1. September 1904 in Taborhof, Gemeinde Wildon) war ein österreichischer Offizier und Abgeordneter zum Österreichischen Abgeordnetenhaus.

## Leben
Karl Freiherr von Cnobloch war Sohn des Großhändlers Friedrich Freiherr von Cnobloch († 1865). Er studierte in Dresden und in Freiburg im Breisgau. Im Jahr 1849 wurde er Unterleutnant, 1853 Oberleutnant, 1858 Rittmeister und im Jahr 1860 Hauptmann. 1863 wurde er außer Dienst gestellt und Ehrenmajor (Major ad hon.).
Er war Vizepräsident der Kärntner Landwirtschaftsgesellschaft und Besitzer der Güter Portendorf und Farchern, heute zur Gemeinde Magdalensberg in Kärnten gehörig. Im Jahr 1879 wurde er Katastral-Direktor der Landesregierung für Bosnien und Herzegowina in Sarajewo. Im Jahr 1897 trat er in den Ruhestand.
Karl Freiherr von Cnobloch war evangelisch A.B. und seit 1857 verheiratet mit Auguste von Henneberg, mit welcher er vier Söhne und zwei Töchter hatte. Er war auch der Schwager von Sigmund Conrad von Eybesfeld.

## Politische Funktionen
- 1867–1878: Abgeordneter zum Kärntner Landtag (2., 3. und 4. Wahlperiode), Wahlklasse Großgrundbesitzer
- 27. Dezember 1871 bis 7. September 1873: Abgeordneter des Abgeordnetenhauses im Reichsrat (IV. Legislaturperiode), Kronland Kärnten, Kurie Großgrundbesitz
- 10. November 1873 bis 25. Juli 1875: Abgeordneter des Abgeordnetenhauses im Reichsrat (V. Legislaturperiode), Kronland Kärnten, Kurie Großgrundbesitz; er verkündete seinen Mandatsverzicht in der Sitzung am 19. Oktober 1875[2]

## Klubmitgliedschaften
Karl Freiherr von Cnobloch war ab dem 17. Januar 1872 Mitglied im Klub der Verfassungspartei. Ab 1873 war er Mitglied im Fortschrittsklub (verfassungstreuer Großgrundbesitz).